# Маріо Шенберг
Маріо Шенберг (1916—1990) — бразильський фізик, астрофізик, інженер, політичний діяч, мистецтвознавець, літературний критик, член Бразильської академії наук (1942). Президент Бразильського фізичного товариства у 1979—1981 роках.
Народився в сім'ї єврейських іммігрантів із Російської імперії. Працював в Університеті Сан-Паулу (1936—1937), стажувався у Римі, Цюріху, Парижі, Вашингтоні, Принстоні, Чикаго (1938—1942), знову в Університеті Сан-Паулу (1942—1948, професор з 1944), Брюссельському університеті (1948—1953) і ще раз в Університеті Сан-Паулу (з 1953). 1969 примусово відправлений на пенсію. Зазнавав переслідувань за участь в Бразильській комуністичній партії та за єврейське походження.
Вважався провідним фізиком-теоретиком у Бразилії. Роботи з теоретичної, математичної та експериментальної фізики (у тому числі термодинаміки, квантової механіки, статистичної механіки, загальної теорії відносності), математики, астрофізики. Спільно з Георгієм Гамовим відкрив урка-процес — один з найважливіших механізмів нейтринного охолодження ядер зір. Спільно з Субрахманьяном Чандрасекаром відкрив межу Шенберга — Чандрасекара для максимальної маси ізотермічного ядра зір. На його честь названо детектор гравітаційних хвиль «Маріо Шенберг».

## Біографія

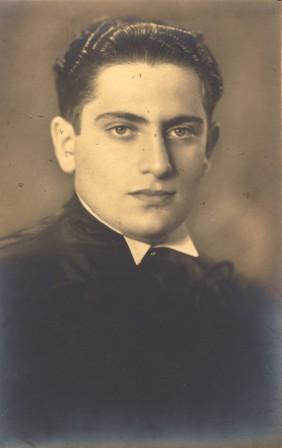
Шенберг під час навчання в бакалавріаті з математики, 1936

Маріо Шенберг народився в Бразилії у штаті Пернамбуку в єврейській родині вихідців із Російської імперії. З раннього віку він виявляв інтерес до історії та математики, особливо геометрії, захопившись готичною архітектурою; на нього також вплинули поїздки з батьками до Європи, де він познайомився із марксизмом.
Проте через складне фінансове становище сім'ї він не міг залишитися вчитися в Європі, тому в 1931 році вступив на інженерний факультет Університету Ресіфі. Продовжив навчання на Факультеті філософії, наук та літератури та в Політехнічній школі Університету Сан-Паулу, в якому залишився працювати з Жозе Лейте Лопесом, Сезаром Латтесом та Глібом Ватагіним. Але невдовзі вирушив за кордон, де працював у Фізичному інституті Римського університету в Енріко Фермі, у Цюріху з Вольфгангом Паулі та в Колеж де Франс у Парижі з Фредеріком Жоліо-Кюрі.
У 1940 році, повернувшись до Бразилії, він отримав короткостроковий грант від Фонду Гуггенгайма і зміг займатися дослідженнями в США (з Георгієм Гамовим у Вашингтонському університеті, потім у Принстонському Інституті перспективних досліджень та в Єркській обсерваторії), повернувшись до Бразилії лише у 1942 році. В 1944 став професором раціональної і небесної механіки в Університеті Сан-Паулу. В 1948 поїхав на 5 років працювати в групу космічних променів Брюссельського університету, де співпрацював з Іллею Пригожиним.
З 1953 по 1961 він був деканом фізичного факультету в Університеті Сан-Паулу, де заснував Лабораторію фізики твердого тіла, брав участь у придбанні першого комп'ютера для університету і тісно співпрацював з Девідом Бомом, що залишив США через маккартизм. Паралельно був членом Бразильського центру фізичних досліджень у Ріо-де-Жанейро.

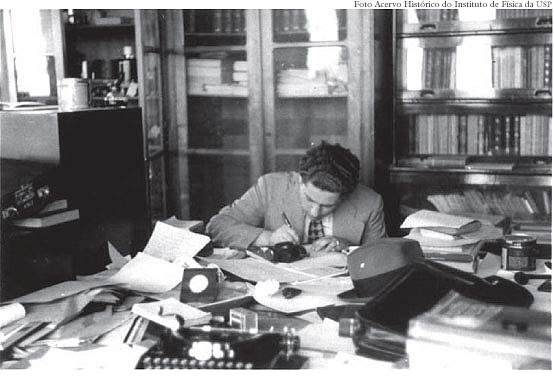
Шенберг працює у Політехнічній школі, 1937

У 1940—1941 роках спільно з Георгієм Гамовим вказав на важливу роль нейтрино в різкому збільшенні світності при вибухах нових і наднових зір. Як згадував Гамов, назва описаного ними механізму нейтринного охолодження — урка-процес — було дана на честь казино в Ріо (Cassino da Urca), де він розмовляв про нуклон-нуклонні перетворення в щільних зорях з азартним гравцем Шенбергом, і той пошуткував, що завдяки цим процесам «енергія зникає з ядра наднової так само стрімко, як зникають гроші під час гри в рулетку».
Разом з індійським фізиком Субрахманьяном Чандрасекаром Шенберг побудував теорію ізотермічного ядра зір і ввів у 1942 році так звану межу Шенберга — Чандрасекара для максимальної маси ізотермічного ядра, при досягненні якої ядерні джерела енергії зорі концентруються в тонкому шарі між ядром та оболонкою, а в самому ядрі водневе паливо відсутнє. У 1952 році виконав дослідження з теорії іонізаційних втрат при релятивістських енергіях та пов'язаних із цим поляризаційних ефектів.
В 1954 році Шенберг продемонстрував зв'язок між квантованим рухом рідини Маделунга та траєкторіями теорії де Бройля–Бома. В 1957/1958 роках він зробив серію публікацій про геометричні алгебри у застосуванні до квантової фізики та квантової теорії поля. Він зазначив, що ці алгебри можна описати в термінах розширень комутативних і антикомутативних алгебр Грассмана, які мають ту саму структуру, що й бозонна алгебра та ферміонна алгебра операторів створення та знищення. Ці алгебри, у свою чергу, пов'язані з симплектичною алгеброю та алгеброю Кліффорда відповідно. У статті, опублікованій у 1958 році, Шенберг запропонував додати новий ідемпотент до алгебри Гейзенберга, і ця ідея була підхоплена та розширена у 1980-х роках Безілом Гайлі та його співробітниками в їхній роботі над алгебраїчними формулюваннями квантових механік. Ідеї Шенберга також використовувались для алгебраїчних підходів до опису релятивістського фазового простору.
Паралельно з науковою роботою Шенберг завжди брав активну участь в обговоренні політико-економічних проблем Бразилії і був членом Бразильської комуністичної партії, від якої в 1946 році став депутатом Законодавчих зборів штату Сан-Паулу, де зі своїм однопартійцем Каю Праду Жуніором сприяв створенню Фонду підтримки досліджень штату Сан-Паулу. 1948 року став жертвою політичних переслідувань. В 1962 знову був обраний депутатом штату від Бразильської робочої партії, але його мандат був анульований за звинуваченням у приналежності до компартії.
Через сім днів після воєнного перевороту 1964 року Шенберг був заарештований і два місяці пробув під арештом Департаменту політичного та соціального порядку. Через рік був знову затриманий за звинуваченням у політичній діяльності, але відпущений під тиском міжнародної наукової спільноти. Виданий диктатурою 1969 року Інституційний акт № 5 спричинив примусову відправку Шенберга на пенсію та заборону з'являтися в університетському кампусі. У 1970-ті роки він зазнав численних переслідувань та загроз з боку державних органів.
У 1980 році інформаційна служба Міністерства енергетики звинуватила бразильських фізиків єврейського походження (насамперед Маріо Шенберга), а також усю єврейську громаду країни у протидії ядерним угодам між Бразилією та Німеччиною.

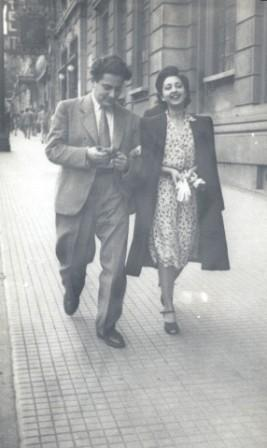
Шенберг з мистецтвознавицею Марією Евженією Франку, 1940-ті.

Маріо Шенберг також сильно цікавився мистецтвом, взаємодіючи з такими бразильськими художниками, як Ді Кавальканті і Лазар Сегал, писав статті як мистецтвознавець і літературний критик, у тому числі про сучасних йому митців як національного (Ліжия Кларк, Еліо Ойтісіка, Альфреду Вольпі), так і світового (Пабло Пікассо, Марк Шагал) значення.

## Родина
- Дружина — поетеса і художниця Жульєта Барбара Гуерріні (Julieta Bárbara Guerrini, 1908—2005), вдова Освалда де Андраде.
  - Дочка — генетикиня і мікробіологиня Ана Клара Шенберг (Ana Clara Guerrini Schenberg), професорка Університету Сан-Паулу.